# Polska inbördeskriget (1704–1706)
Polska inbördeskriget (1704–1706) var en del av det stora nordiska kriget. Inbördeskriget var en kamp om den polska tronen mellan Stanisław I Leszczyński, stödd av Warszawakonfederationen och Sverige, och August II som stöddes av Sandomierzkonfederationen och Ryssland. Inbördeskriget slutade med seger för Stanisław I genom Freden i Altranstädt, där August II tvingades avsäga sig den polska kronan, erkänna Stanisław I som kung i Polen, skilja sig från det ryska förbundet och utlämna Johann Patkul. Stanisław I:s triumf skulle dock bli kortvarig, då August II kunde tillskansa sig tronen 1709 efter Karl XII:s förlust i slaget vid Poltava i juni samma år.
Inbördeskriget har tillsammans med det senare polska tronföljdskriget, mellan Stanisław I och August II:s son, gett upphov till ett polskt talesätt; "Jedni do Sasa, drudzy do Lasa" (Några för Sas, andra för Las), där Sas var August II:s smeknamn och Las då Stanisław I:s smeknamn. En variant på talesättet säger "Od Sasa do Lasa", översatt som "Från Sas till Las". Båda dessa talesätt beskriver ett tillstånd av oordning och anarki.

## Bakgrund
Vid början av det stora nordiska kriget var August II kung av Polen, storfurste av Litauen och kurfurste av Sachsen, efter att ha blivit vald 1697. Under 1699 allierade han sig med den ryske tsaren Peter den store genom Fördraget i Preobrazjenskoje och med Frederik IV av Danmark-Norge genom fördraget i Dresden, och anslöt sig till deras krig med det svenska riket som bröt ut 1700. Alliansen drabbades dock av ett antal nederlag i början av kriget, vilket ledde till att Karl XII invaderade Polen.

## Inbördeskrig
Svenska framgångar (i synnerhet slaget vid Kliszów) ledde till ett växande antal polsk-litauiska stormän bytte sida, vilket kulminerade i bildandet av Warszawakonfederationen den 16 februari 1704 och valet av den svensk-stödde vojvoden av Poznań, Stanisław Leszczyński, som ny polsk kung den 12 juli 1704. August II hade dock fortfarande stöd av vissa polska stormän, vilka bildade Sandomierzkonfederationen den 20 maj, och av cirka 75% av den polska armén. August II och hans anhängare förklarade krig mot Sverige och gick med i den ryska koalitionen vid Narva den 30 augusti 1704. 
I oktober 1703 tvingades August II att överge Warszawa. En rysk-polsk-sachsisk armé samlades sedan vid Polotsk, en annan allierade armé i Sachsen, och en tredje allierad styrka under befäl av general Otto Arnold Paijkull avancerade fram mot Warszawa, där Karl XII och Leszczyński uppehöll sig. Paijkulls sachsisk-polska styrkor nådde fram till utkanterna av Warszawa i slutet av juli 1705, där de sedan besegrades i slaget vid Rakowitz. Armén vid Polotsk hindrades att marschera västerut av svenska styrkor under Adam Ludwig Lewenhaupt. Således kunde Leszczyński krönas till kung av Polen i Warszawa i oktober 1705, vilket gav honom möjlighet att i november samma år ingå en allians med Sverige genom freden i Warszawa. 
August var dock inte helt besegrad ännu. I början av 1706 närmade han sig Warszawa med en kavalleristyrka och beordrade Schulenburg att flytta armén stationerad i Sachsen in i Polen-Litauen. Schulenburg fångades upp och besegrades av den svenske generalen Rehnskiöld i slaget vid Fraustadt i februari 1706. Armén som samlats i Polotsk hade flyttats till Grodno där den dock genom inringningen av Grodno taktiskt besegrades och tvingades dra sig österut ungefär samtidigt. Karl XII ockuperade sedan Sachsen och kunde på så sätt tvinga August II att överge både den polska kronan och sina allierade i freden i Altranstädt den 13 februari 1706.